# Gigantă roșie

Comparaţie între Soarele de azi, aflat pe secvența principală și Soarele din viitor devenit stea gigantă roșie

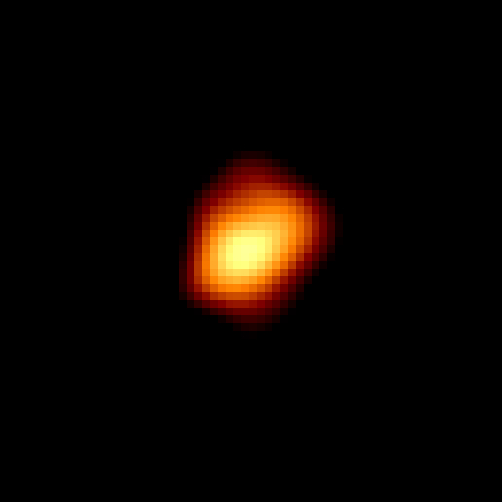
Steaua gigantă roşie Mira.

În astronomie, o gigantă roșie este o stea care a evoluat în afara secvenței principale, devenind astfel gigantă. Este o stea luminoasă gigantă, de masă redusă sau intermediară (aproximativ 0,5-10 mase solare), care se află într-o fază târzie a evoluției stelare. Gigantele roșii sunt stele care, după ce și-au epuizat hidrogenul din nucleu, încep să consume hidrogenul aflat în pătura din jurul nucleului, acum bogat în heliu. Atmosfera exterioară este umflată și rarefiată, ducând la o rază stelară imensă. Temperatura de suprafață este mică, în general sub 5000 K. Aspectul gigantei roșii este de la galben portocaliu la roșu, inclusiv tipurile spectrale K și M, și, de asemenea, clasa de stele S și cele mai multe stele carbon.
Este estimat că Soarele va deveni și el o stea gigantă roșie, peste 5,4 miliarde de ani. Talia stelei noastre va depăși atunci orbita Pământului, Soarele va avea atunci o rază de minim 200 de ori mai mare decât cea actuală.